# Rhagio aequalis
Rhagio aequalis är en tvåvingeart som först beskrevs av Walker 1848.  Rhagio aequalis ingår i släktet Rhagio och familjen snäppflugor. Inga underarter finns listade i Catalogue of Life.